# Трипп, Эвелин
Эвелин Трипп (англ. Evelyn Tripp; 1927—1995) — одна из ведущих американских фотомоделей 1950-х и 1960-х годов.

## Биография
Эвелин Трипп родилась в городке Флэт Ривер (ныне Парк Хиллс), штат  Миссури, в 1927 году в семье шахтёра.
Её обнаружила ассистентка Луизы Даль-Вульф, фотографа Harper's Bazaar, когда Эвелин работала помощником в канцелярии на Пятой авеню Нью-Йорка. Популярность ей принесло сотрудничество с французским фотомастером Уильямом Кляйном. Его фотография 1958 года, на которой она выпускает сигаретный дым из-под вуали расшитой бисером шляпки для коктейлей, появилась на обложке книги «Уильям Кляйн: В моде и вне моды» (Random House, 1994). Она также служит визитной карточкой выставки работ фотографа, которая в настоящее время находится в Международном центре фотографии.Также среди работавших с ней фотографов — Хорст П. Хорст, Ричард Аведон, Эрвин Блюменфельд, Ирвин Пенн, Карен Радкаи и Лилиан Бассман.
Трипп считалась одной из самых разносторонних моделей, олицетворявшей акцент послевоенной американской индустрии моды на гламур.
Она появилась на обложках порядка сорока журналов, начиная с Vogue в январе 1949 года.
Трипп была замужем за Стэном Янгом. Она умерла от рака толстой кишки в своем доме в Ремсенбурге, Лонг-Айленд, Нью-Йорк, в возрасте 67-ми лет.